# Paróquias da arquidiocese de Fortaleza
Lista das 116 paróquias da Arquidiocese de Fortaleza. Está dividida em nove regiões episcopais.
- Acarape - Paróquia de São João Batista
- Aquiraz - Centro - Paróquia de São José do Ribamar
- Aquiraz - Tapera - Área Pastoral de São Francisco de Assis
- Aracoiaba - Centro - Paróquia de Nossa Senhora da Conceição
- Aracoiaba - Distrito de Ideal - Paróquia de Nossa Senhora das Graças
- Aratuba - Paróquia de São Francisco de Paula
- Barreira - Paróquia de São Pedro
- Baturité - Paróquia de Nossa Senhora da Palma
- Baturité - Paróquia de Cristo Rei
- Beberibe - Centro - Paróquia de Jesus, Maria, José
- Beberibe - Distrito de Parajuru - Bom Jesus dos Navegantes
- Beberibe - Sucatinga - Paróquia de Nossa Senhora da Penha
- Canindé - Paróquia e Santuário São Francisco das Chagas
- Canindé - Paróquia de São José
- Caridade - Paróquia de Santo Antônio
- Cascavel - Centro - Paróquia de Nossa Senhora da Conceição
- Cascavel - Alto Luminoso - Paróquia de São José
- Cascavel - Distrito de Guanacés - Paróquia de Nossa Senhora da Conceição
- Cascavel - Distrito de Pitombeiras - Paróquia de São Luíz Gonzaga
- Caucaia - Araturi - Área Pastoral São José Operário
- Caucaia - Capuan - Paróquia Santo Antônio
- Caucaia - Centro - Paróquia Nossa Senhora dos Prazeres
- Caucaia - Conjunto Marechal Rondon - Área Pastoral de Santa Terezinha do Menino Jesus
- Caucaia - Conjunto Nova Metrópole - Paróquia Sagrado Coração de Jesus
- Caucaia - Icaraí - Área Pastoral de São Pedro
- Caucaia - Parque Guadalajara - Área Pastoral de Nossa Senhora de Fátima
- Caucaia - Parque Potira - Área Pastoral de Nossa Senhora das Graças
- Caucaia - Tabapuá - Área Pastoral de São Vicente de Paulo
- Chorozinho - Paróquia e Santuário de Santa Terezinha do Menino Jesus
- Eusébio - Paróquia Sant Ana e São Joaquim
- Fortaleza - Aerolândia - Paróquia Nossa Senhora do Sagrado Coração
- Fortaleza - Aldeota - Paróquia Cristo Rei
- Fortaleza - Aldeota - Paróquia Nossa Senhora da Paz
- Fortaleza - Aldeota - Paróquia Santa Luzia
- Fortaleza - Alto Alegre - Paróquia Nossa Senhora do Perpétuo Socorro
- Fortaleza - Álvaro Weyne - Área Pastoral de Nossa Senhora de Fátima
- Fortaleza - Antônio Bezerra - Paróquia de Jesus, Maria, José
- Fortaleza - Bairro Ellery - Paróquia de Nossa Senhora de Lourdes
- Fortaleza - Bairro Olavo Bilac - Igreja-Reitoria de São Judas Tadeu
- Fortaleza - Barra do Ceará - Paróquia São Pedro
- Fortaleza - Bela Vista - Paróquia Nossa Senhora de Salete
- Fortaleza - Benfica - Paróquia Nossa Senhora dos Remédios
- Fortaleza - Bom Jardim - Paróquia de Santa Cecília
- Fortaleza - Cajazeiras - Paróquia São Diogo
- Fortaleza - Canindezinho - Área Pastoral São Francisco de Assis
- Fortaleza - Carlito Pamplona - Paróquia Nossa Senhora do Perpétuo Socorro
- Fortaleza - Centro - Catedral Metropolitana São José
- Fortaleza - Centro - Paróquia e Santuário de São Benedito
- Fortaleza - Centro - Paróquia Nossa Senhora do Carmo
- Fortaleza - Centro - Paróquia Nossa Senhora do Patrocínio
- Fortaleza - Centro - Santuário do Sagrado Coração de Jesus
- Fortaleza - Cidade 2000 - Paróquia do Divino Espírito Santo
- Fortaleza - Cidade dos Funcionários - Paróquia Nossa Senhora da Glória
- Fortaleza - Conjunto Ceará - Paróquia de Nosssa Senhora da Conceição
- Fortaleza - Conjunto José Walter - Paróquia Satíssima Trindade
- Fortaleza - Conjunto Palmeira - Área Pastoral São Francisco de Assis
- Fortaleza - Cristo Redentor - Paróquia de Cristo Redentor
- Fortaleza - Dias Macedo - Paróquia São Francisco de Assis
- Fortaleza - Dionísio Torres - Paróquia de São Vicente de Paulo
- Fortaleza - Dunas - Paróquia de Nossa Senhora de Lourdes
- Fortaleza - Edson Queiroz - Paróquia de São José
- Fortaleza - Fátima - Paróquia e Santuário de Nossa Senhora de Fátima
- Fortaleza - Granja Portugal - Área Pastoral de Santo Antonio
- Fortaleza - Henrique Jorge - Paróquia do Coração Imaculado de Maria
- Fortaleza - Jacarecanga - Paróquia de São Francisco de Assis
- Fortaleza - Jardim Iracema - Paróquia de Santo Antônio de Pádua
- Fortaleza - João XXIII - Imaculada Conceição
- Fortaleza - Logoa Redonda - Paróquia São José
- Fortaleza - Luciano Cavalcante - Paróquia São João Eudes
- Fortaleza - Manoel Sátiro - Paróquia Nossa Senhora das Graças
- Fortaleza - Maraponga - Paróquia Santo Antônio de Pádua
- Fortaleza - Meireles - Paróquia Melquita Nossa Senhora do Líbano
- Fortaleza - Messejana - Paróquia de Nossa Senhora da Conceição
- Fortaleza - Mondubim - Paróquia de Nossa Senhora do Perpétuo Socorro
- Fortaleza - Monte Castelo - Paróquia do Senhor do Bonfim
- Fortaleza - Montese - Paróquia de Nossa Senhora de Nazaré
- Fortaleza - Montese - Paróquia Nossa Senhora Aparecida
- Fortaleza - Mucuripe - Paróquia de Nossa Senhora da Saúde
- Fortaleza - Otávio Bonfim - Paróquia de Nossa Senhora das Dores
- Fortaleza - Pan Americano - Paróquia de São Pio X
- Fortaleza - Parangaba - Paróquia de Bom Jesus dos Aflitos
- Fortaleza - Parque Dois Irmãos - Paróquia Mãe Santíssima
- Fortaleza - Parque Genibaú - Área Pastoral de Nossa Senhora das Graças
- Fortaleza - Parque São Miguel - Área Pastoral do Parque São Miguel
- Fortaleza - Parquelândia - Paróquia de Santo Afonso de Ligório
- Fortaleza - Pedras - Paróquia do Sagrado Coração de Jesus e Santa Luzia
- Fortaleza - Piedade - Paróquia de Nossa Senhora da Piedade
- Fortaleza - Pirambu - Paróquia de Nossa Senhora das Graças
- Fortaleza - Planalto Pici - Área Pastoral Santo Antônio
- Fortaleza - Quintino Cunha - Paróquia de São Pedro e São Paulo
- Fortaleza - Rodolfo Teófilo - Paróquia de São Raimundo
- Fortaleza - São Gerardo - Paróquia de São Gerardo Majella
- Fortaleza - Tancredo Neves - Área Pastoral Nossa Senhora Mãe dos Pobres
- Fortaleza - Tauape - Paróquia São João Batista
- Fortaleza - Vila Pery - Paróquia São José
- Fortaleza - Vila União - Paróquia de Jesus, Maria, José
- Fortaleza - Vila Velha - Paróquia de Nossa Senhora da Assunção
- Guaiuba - Paróquia Jesus, Maria, José
- Guaramiranga - Paróquia de Nossa Senhora da Conceição
- Horizonte - Paróquia de São João Batista
- Horizonte - Paróquia São José – Dourado
- Itaitinga - Paróquia de Santo Antônio
- Maracanaú - Centro - Paróquia de São José
- Maracanaú - Conjunto Industrial - Paróquia do Menino Jesus
- Maracanaú - Jereissati I / Timbó - Paróquia de Nossa Senhora do Perpétuo Socorro
- Maracanaú - Pajuçara - Paróquia de Nossa Senhora da Conceição
- Maranguape - Itabebuçu - Paróquia de São Miguel Arcanjo
- Maranguape - Paróquia de Nossa Senhora da Penha
- Maranguape - Tabatinga - Paróquia de Nossa Senhora da Conceição
- Morada Nova - Distrito de São João do Aruaru - Paróquia de São João Batista
- Mulungu - Paróquia de São Sebastião
- Ocara - Paróquia da Sagrada Família
- Pacajus - Paróquia de Nossa Senhora da Conceição
- Pacajus - Lagoa Seca - Paróquia Nossa Senhora de Fátima
- Pacatuba - Paróquia de Nossa Senhora da Conceição
- Pacoti - Paróquia de Nossa Senhora da Conceição
- Palmácia - Paróquia de São Francisco de Assis
- Paramoti - Paróquia de Santana
- Pindoretama - Paróquia Nossa Senhora das Graças
- Redenção - Antonio Diogo - Paróquia de Nossa Senhora de Lourdes
- Redenção - Paróquia de Nossa Senhora da Conceição
- São Gonçalo do Amarante - Distrito do Pecém - Paróquia São Luis Gonzaga
- São Gonçalo do Amarante - Paróquia de São Gonçalo do Amarante